# Synagoge (Oslo)

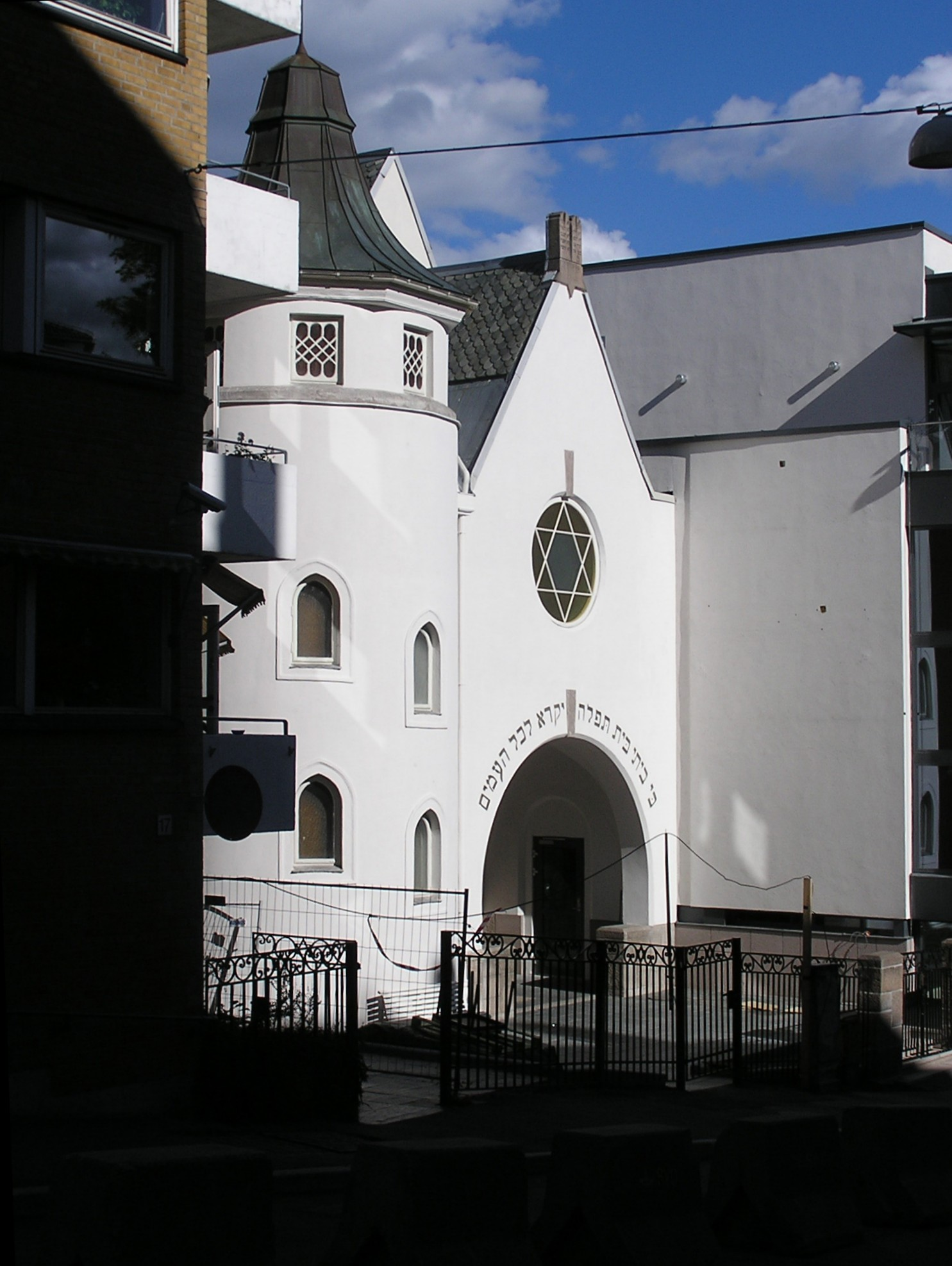
Synagoge in Oslo

Die Synagoge in Oslo, der Hauptstadt von Norwegen, wurde 1920 errichtet. Die Synagoge mit der Adresse Bergstien 13 wurde im Stil des Art déco erbaut.

## Geschichte
Die jüdische Gemeinde in Oslo wurde offiziell 1892 gegründet.
Die Synagoge blieb unbeschädigt erhalten, weil die deutschen Besatzer im Zweiten Weltkrieg darin ein Depot von Kultgegenständen und ähnlichem eingerichtet hatten. 
Am 17. September 2006 wurden Schüsse auf die Synagoge abgegeben, die aber niemanden verletzten.
Am 9. Juni 2009 stattete König Harald V. der jüdischen Gemeinde einen offiziellen Besuch ab.